# Winfrenatia reticulata
Winfrenatia reticulata T.N. Taylor, Hass & Kerp, Am. J. Bot. 84(7): 993 + figs 1-45 (1997) è un cianolichene fossile risalente al primo Devoniano.
Questo lichene è stato rinvenuto a Rhynie Chert in Aberdeenshire nel nord della Scozia (UK), un importante sito di fossili risalente a circa 408-360 milioni di anni fa.

## Descrizione
Il tallo di Winfrenatia reticulata  comprende strati sottili tra 1 e 2 mm di spessore che contengono ben compattati aggregati di ife fungine del micobionte. La superficie del lichene presenta una serie di piccole tasche che contengono una rete di ife fungine di 1-4 µm di diametro. Ogni maglia è di circa 25 µm di diametro e contiene una singola cellula o un gruppo di cellule figlie che rappresentano il fotobionte. Le dimensioni delle cellule e il numero di cellule figlie generalmente aumenta verso la parte superiore del tallo. Ogni cellula è rivestita con un sottile strato mucillaginoso.